# Abraham Mey
Abraham (Abram) Mey of Meij (Amsterdam, 1 januari 1890 – Amstelveen, 9 juli 1971) was een Nederlands bedrijfseconoom, en hoogleraar Bedrijfshuishoudkunde aan de Universiteit van Amsterdam van 1949 tot 1960 als opvolger van Théodore Limperg.
Mey's proefschrift over bedrijfsbegroting en bedrijfsbeleid uit 1951 groeide uit tot een standaardwerk op dit gebied. Hij was ook hoofdredacteur van de Encyclopedie van de bedrijfseconomie, die tussen 1969 en 1976 in 6 delen en met een supplement verscheen.
Eerder leidde hij in de jaren 30 het Economisch Bureau van de PTT onder Marinus Damme. In de oorlog schreef hij het driedelige werk "Mensch en Samenleving" met Ernst Hijmans, en na de oorlog van 1945 tot 1949 was hij directeur van de Rijksbegroting onder Piet Lieftinck. Mey was ook bekend door zijn contact met Jan Tinbergen, zijn bijdragen aan de Orde van organisatie-adviseurs, en zijn werk als adviseur voor de staat Israël.

## Levensloop

### Jeugd, opleiding en vroege carrière
Mey werd geboren in 1890 in Amsterdam als oudste zoon van Jacob Louis Meij, ambtenaar bij de Nederlandse Spoorwegen, en Belia Mathilde (Dupont) Mey. Na de HBS begon Mey zijn carrière bij de Nederlandse Spoorwegen bij de dienst Weg en Werken op het zogenaamde comptabele bureau, waar hij de beginselen van het boekhouden leerde. Na het behalen van het Middelbaar Boekhouden-examen in 1915, behaalde hij in 1916 ook het accountantsexamen en begon op het Amsterdamse accountantskantoor Frese en Hogeweg.
In 1922 begon Mey zijn eigen accountantskantoor, en behaalde het jaar erop de Acte Middelbaar Economie. In 1924 werd hij redactielid van het door Théodore Limperg gestarte Maandblad van Accountancy en Bedrijfshuishoudkunde. Aan de Universiteit van Amsterdam begon hij de studie economie, en werd aldaar assistent van Limperg. In 1929 behaalde hij zijn doctoraal examen, en werd op voorspraak van Limperg hoofd van het economisch bureau van de PTT onder Marinus Damme. Gedurende de jaren 1930 had hij "interessante contacten" met Jan Tinbergen, met de Duitse macro-econoom Ernst Wagemann, en met de Amerikaanse accountant Tilton. Samen met Tinbergen, Jan Goudriaan,
Piet Lieftinck, H.M.H.A. van der Valk, en Idenburg ijverde hij voor omvangrijke openbare werken om de depressie tegen te gaan.
In 1940 promoveerde hij in de economie onder Limperg aan de Universiteit van Amsterdam met het proefschrift "De bedrijfsbegrooting als grondslag voor de conjunctuurpolitiek van het bedrijf". Dit werk werd in 1943 heruitgegeven als "Conjunctuurpolitiek en budgetteering". In de laatste oorlogsjaren schreef hij samen met Ernst Hijmans het boekwerk "Mensch en samenleving", dat tussen 1946 en 1948 in drie delen gepubliceerd werd.

### Verdere carrière bij financiën en als hoogleraar
Tegen het eind van de oorlog kreeg hij een topfunctie bij het Ministerie van Financiën aangeboden. Piet Lieftinck vroeg hem directeur van de Rijksbegroting te worden, en hier heeft hij van 1945 tot 1949 gewerkt. De eerste uitdaging was de noodbegroting van 1945, waarbij hij een tekort van 15 miljard wist terug te brengen naar 3 miljard.
Van 1949 tot zijn pensionering in 1960 was Mey hoogleraar bedrijfshuishoudkunde aan de Faculteit der Economische Wetenschappen van de Universiteit van Amsterdam als opvolger van Limperg. Op 10 oktober 1949 sprak hij aldaar de oratie "De betekenis van de bedrijfshuishoudkunde voor de organisatie van het overheidsbestuur". Bij de Verenigde Naties werd hij ook benoemd als expert op het gebied van scientific management.

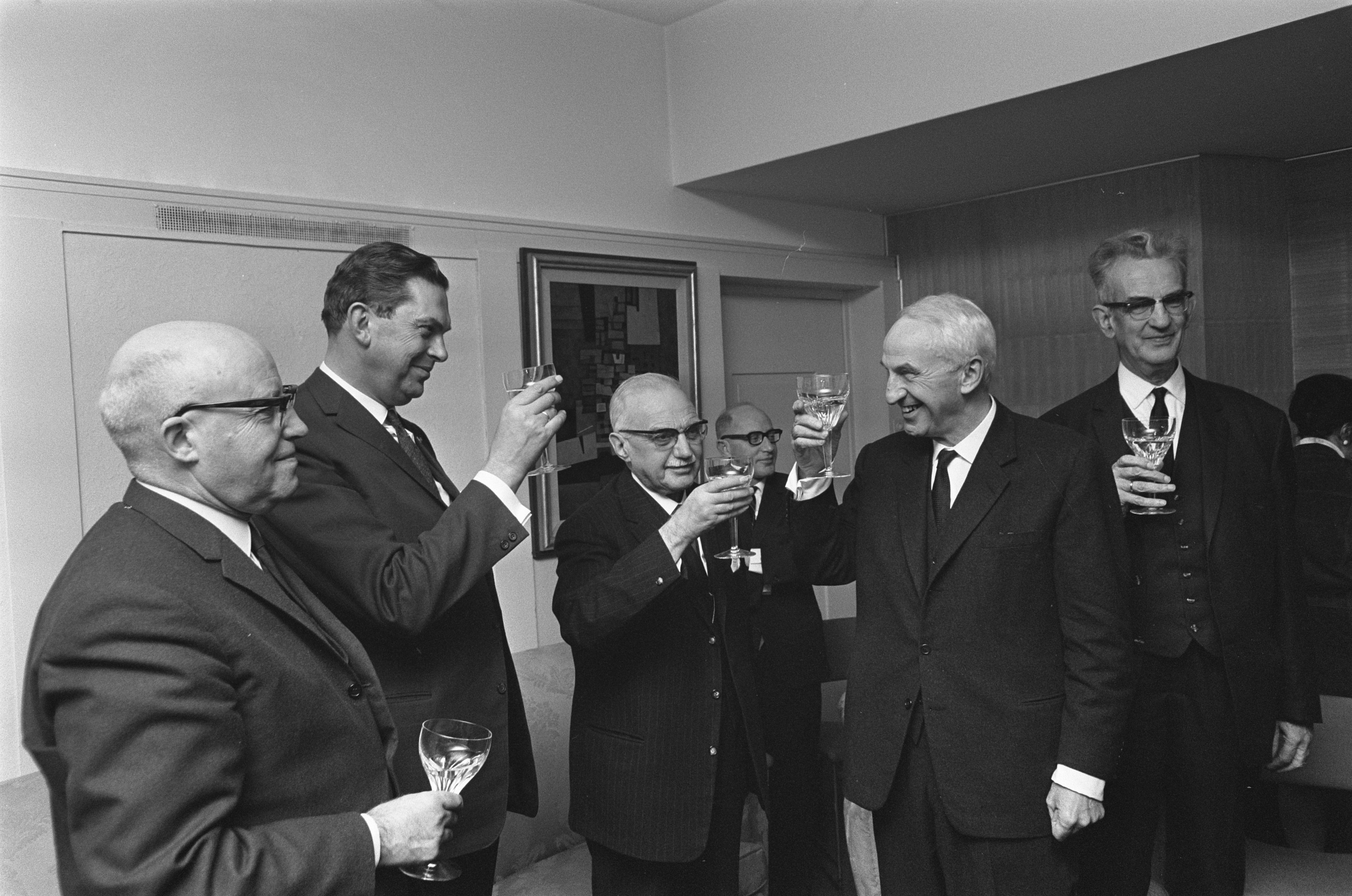
Minister Barend Biesheuvel opent actie Help Israel verder bouwen in 1968 met Mey aan z'n rechterzijde.

Hij ging met emeritaat op 19 september 1960, waarna hij op 25 november van dat jaar nog het de afscheidscollege gaf getiteld "Beschouwingen over kostenproblemen en resultatenanalyse in de bedrijfshuishoudkunde".

### Familie
Abraham Mey was de tien jaar oudere broer van Jacob Louis Mey. Hij was in 1924 verloofd en in 1925 getrouwd met Margaretha Georgina Koning.

## Werk
Over een periode van meer dan vijftig jaar publiceerde Mey enige boeken en meer dan honderd artikelen, deels in het Engels, Frans en Duits. Zijn eerste artikel verscheen in 1916 het tijdschrift Accountancy, en was getiteld "Algemene kosten in fabrieken (Wezen en beginselen in den kostprijs)", en een laatste artikel uit 1969 in het Maandblad Economie was getiteld "Gedachten over de evolutie van het bedrijfseconomisch winstbegrip".

### Bedrijfsbegroting en bedrijfsbeleid
In zijn hoofdwerk Bedrijfsbegroting en bedrijfsbeleid verwerkte hij denkbeelden van Limperg over centrale leiding en denkbeelden van Ernst Hijmans over delegatie van verantwoordelijkheden tot een zogenaamde "antropocentrische economie-opvatting". Mey (1951) verklaarde dit als volgt:
"... alleen zo kan de centrale leiding de verantwoordelijkheid voor het geheel dragen, maar ook alleen zo kan van een ieder geëist worden, dat hij zich met zijn persoonlijkheid geeft aan de arbeid. Aldus wordt de mens, werkende op een of andere plaats in het bedrijf, bevrijd van het voor de werklust fnuikende gevoel van niets anders dan werktuig te zijn in handen van degene, die men onmiddellijk boven zich weet en die zelf weer instrument is van de hierarchisch daarboven gestelde".
In dit kader spraken Mey en Ernst Hijmans van een "constructietechniek voor het bestuursapparaat".

## Publicaties
- Mey, Abraham. Budgetcontrole, hare verhouding tot het budget der gemeenschapshuishouding en hare toepasbaarheid bij gemeenschapsbedrijven en-diensten. Muusses, 1930.
- Mey, Abraham. De ongelijkmatigheid der economische ontwikkeling en de huidige malaise, 1931. NIVRA LIMPERG, UBVU gedigitaliseerd 2017.
- Mey, Abraham. Verslag ledenbijeenkomst 26 october 1935. De taak van den accountant bij de samenstelling van prognosen en normen in de bedrijfshuishouding : inleiding, NIVRA Historisch Archief, 1935. UBVU gedigitaliseerd, 2017.
- Mey, Abraham. De noodzaak van een normatieve theorie der accountantscontrole als leidraad voor de beroepsuitoefening, Nederlands Instituut voor Accountants, September 1936.
- Abraham Mey, Limperg's waardeleer en de beteekenis harer toepassing in het bedrijfsleven, 1939.
- Mey, Abraham. De bedrijfsbegrooting als grondslag voor de conjunctuurpolitiek van het bedrijf. Proefschrift UvA, 1940.
- Ernst Hijmans & Abraham Mey. Mensch en samenleving [I]. – 1946. II: De mensch van heden tegenover de wereld waarin hij werkt. – 1947. III: Economische en politieke perspectieven van den komenden opbouw der samenleving. 1946-1948.
- Mey, Abraham. Bedrijfsbegroting en bedrijfsbeleid. HE Stenfert Kroese, 1951.
- Abraham Mey (red.) Encyclopedie van de bedrijfseconomie Met supplement, uitgegeven bij: Deventer : Kluwer. 6 delen in 7 banden. 1969-1976.

Artikelen, een selectie
- Abram Mey. "Gedachten over de evolutie van het bedrijfseconomisch winstbegrip", in: Maandblad Economie, 1969. p. 380-387.

Werk over Abraham Mey
- P. Bottelier e.a. (red), Meynummer, Rostra Economica, Nr. 40, november 1961.
- G.L. Groeneveld (red.) Abram Mey tachtig jaar : liber amicorum. Bussum : De Haan, 1970.